# کلارا مارانگونی
کلارا مارانگونی (ایتالیایی: Clara Marangoni; ۱۳ نوامبر ۱۹۱۵ – ۱۸ ژانویهٔ ۲۰۱۸) ورزشکار ژیمناستیک هنری اهل ایتالیا بود.
از افتخارات وی میتوان به کسب مدال نقره تیمی در بازی‌های المپیک تابستانی ۱۹۲۸ اشاره کرد.